# WarnerMedia
WarnerMedia (voorheen Time Warner) was een Amerikaans mediaconglomeraat. WarnerMedia stond vooral bekend om zijn onderdelen Warner Bros. Pictures, New Line Cinema, CNN en HBO. De hoofdvestigingen van het concern zijn voornamelijk gevestigd in New York (mondiaal hoofdkantoor), Atlanta en Burbank (Warner Bros. Entertainment). 
WarnerMedia kwam in 2018 in handen van AT&T. In 2022 splitste WarnerMedia opnieuw van AT&T af en fuseerde het zich met Discovery, Inc tot Warner Bros. Discovery, Inc..

## Activiteiten
WarnerMedia's drie belangrijkste bedrijfsonderdelen waren voornamelijk:
- Turner Broadcasting System, bestaande uit kabeltelevisie-netwerken en digitale media op het gebied van nieuws, sport en amusement. Het is de aanbieder van, onder andere, nieuwszender CNN, Turner Sports en Cartoon Network.

- Home Box Office (HBO), biedt diverse betaal-tv-diensten aan, inclusief streaming media.
- Warner Bros., een producent van films voor televisie, (huis)bioscopen en videospellen.

Warner Bros. is naar omzet gemeten de grootste activiteit gevolgd op kleine afstand door Turner. Home Box Office draagt ongeveer een vijfde bij aan de totale omzet. De omzet wordt vooral gerealiseerd door de verkoop van abonnementen op de diensten, de verkoop van films en tv-series en voor een kleiner deel bestaat de omzet uit reclame-inkomsten.

## Geschiedenis
WarnerMedia is oorspronkelijk ontstaan uit een fusie tussen Time Inc. en Warner Communications (de moedermaatschappij van onder andere Warner Bros. Records en Warner Bros. Pictures) op 10 januari 1990. Time stond bekend van onder andere TIME Magazine en Sports Illustrated en was destijds (en tegenwoordig nog groter) een van de grootste uitgeverijen ter wereld. Warner Communications was sinds het ontstaan uit Kinney National Company een primair entertainmentbedrijf, met de waardevolste bezittingen in de filmwereld (Warner Bros. Pictures) en de muziekindustrie (Warner Music Group).
In 1987 werd de fusie al aangekondigd, maar doordat de Amerikaanse overheid (de Federal Communications Commission en de Federal Trade Commission) geen snel oordeel over de fusie kon vormen duurde het tot 1989 voordat de fusie uiteindelijk voltooid was. Vlak voor de fusie voerde Warner nog snel de overname van Lorimar-Telepictures uit, omdat ze niet zeker waren of dit na de fusie nog door een gecombineerde raad van bestuur gesteund zou worden. Op 10 januari 1990 werd het gecombineerde bedrijf hernoemd naar "Time Warner", waarbij veel mensen geloven dat het slechts een esthetische kwestie was dat Time vóór Warner kwam in de bedrijfsnaam.
De combinatie van Time's uitgeverijactiviteiten enerzijds en de televisie- en filmactiviteiten van Warner Communications anderzijds bleek een groot succes. In 1996 ging Ted Turner dan ook akkoord met een fusie (juridisch gezien een overname) van zijn Turner Broadcasting System met het concern. Dit maakte van Ted Turner in één klap de grootste individuele aandeelhouder; tegenwoordig is het nog steeds een van de grootste.
De controversiële overname door America Online (AOL) in 2000 zorgde voor veel ophef over monopolie kwesties. Ook waren veel conservatieven tegen het feit dat de fusie eigenlijk een overname van (destijds) Time Warner door AOL was, en dat AOL nog geen vijftien jaar oud was en een oud Amerikaans instituut overnam. Het concern kwam na de fusie AOL Time Warner te heten. Na de ineenstorting van de internetindustrie in 2001, kregen deze conservatieven eigenlijk gelijk, aangezien AOL ervoor zorgde dat het concern in waarde verminderde. Het concern had begin 1999 een beurskoers van bijna US$180, maar tegen het jaar 2002 aan was dat al gekelderd tot net iets boven de US$20. Het concern leed tevens een recordverlies van US$98,7 miljard over het jaar 2002 (te danken aan afschrijvingen op de AOL-bezittingen). Dit gigantische verlies werd bekendgemaakt op 29 januari 2003 en zorgde destijds niet eens voor een sterke daling in de aandelenkoers, aangezien het verwacht was en de beurskoers al zo erg gedaald was dat dit nieuws weinig extra kracht toevoegde. Op 17 september 2003 werd AOL definitief uit de naam gehaald en ging het bedrijf weer verder onder de oude naam Time Warner. Ook werd de beurscode weer van "AOL" naar "TWX" gewijzigd, de oude code van voor de fusie van 2000.
Om het bedrijf weer enigszins op de been te krijgen, werden meerdere onderdelen verkocht, waaronder de worstelfederatie World Championship Wrestling aan concurrent WWE, de Atlanta Hawks, Atlanta Thrashers en de beheersrechten van de Philips Arena. Ook werd de langlopende rechtszaak tegen Microsoft, opgestart door AOL/Netscape, eind 2003 buiten de rechtszaak om beëindigd. Warner Music werd eind 2003, begin 2004 verkocht aan een groep van investeerders geleid door Edgar Bronfman jr. In 2004 kondigde het bedrijf aan zijn CNN Financial Channel te sluiten en de aandelen in Google Inc. te verkopen.
Sinds 2003 worden in het nieuwe logo van het bedrijf, de woorden Time en Warner aan elkaar geplakt (zie bedrijfsverbindingsteken).
In 2007 begon Time Warner met het afstoten van het belang in Time Warner Cable. Het moederbedrijf wil zich volledig richten op het maken en verkopen van tv-programma’s en films. Zo’n 15% van de aandelen werd verkocht en naar de beurs gebracht. Na het verkrijgen van toestemming van de toezichthouders werden in het voorjaar van 2009 de overige aandelen in de kabelbedrijf afgestoten en ging TWC als zelfstandig bedrijf verder.
De overname door AOL was geen gelukkige transactie. In 2002 moest al fors worden afgeschreven op de AOL-activiteiten en in drie jaar tijd was het aantal abonnees met vijf miljoen gedaald tot minder dan 22 miljoen. In 2005 circuleerden al de eerste serieuze geruchten dat het bedrijf AOL wilde afstoten. Pas in 2009 werden de plannen concreter. Het verlies aan abonnees bij AOL was doorgegaan en Time Warner wilde de focus meer op de verkoop van programma’s leggen. In december 2009 werd de afsplitsing van AOL een feit. De aandeelhouders van Time Warner kregen voor elke 11 aandelen in Time Warner één aandeel AOL.  Op 10 december 2009 kreeg AOL een eigen beursnotering op de New York Stock Exchange. AOL had toen een beurswaarde van ongeveer US$3,5 miljard.
Op 6 april 2013 maakte Time Warner plannen bekend om Time Inc., verantwoordelijk voor de gedrukte bladen, af te stoten. Ruim een jaar later werd dit een feit. Op 6 juni 2014 kregen de aandeelhouders van Time Warner een aandeel Time Inc. voor elke acht aandelen Time Warner. Met deze actie gingen zo’n 7000 medewerkers over naar de nieuwe beursgenoteerde onderneming met een jaaromzet van ruim US$ 3 miljard.
Op 22 oktober 2016 maakt AT&T een bod bekend op alle aandelen Time Warner. Het is de grootste deal sinds jaren in de telecomindustrie en het bod, in geld een aandelen, wordt gewaardeerd op US$85 miljard (ongeveer 78 miljard euro). AT&T is beduidend groter dan Time Warner, het heeft een omzet die ongeveer vijfmaal hoger ligt dan die van Time Warner en telt ruim 240.000 medewerkers. In maart 2017 gaf de Europese Commissie toestemming. 
De overname werd bevestigd op 12 juni 2018. Sindsdien is Time Warner een volledige dochteronderneming van AT&T, en opereert het bedrijf onder de naam WarnerMedia.
In mei 2021 werd WarnerMedia van moederbedrijf AT&T afgesplitst en met Discovery, het moederbedrijf van televisienetwerken als de Discovery Channel en de Food Network en streamingdiensten als discovery+, gefuseerd. Discovery-CEO David Zaslav werd na de fusie aangekondigd als de nieuwe CEO van het bedrijf. AT&T ontving voor de operatie een compensatie ter waarde van 43 miljard dollar van Discovery. De aandeelhouders van AT&T kregen 71 procent van de aandelen van de gefuseerde onderneming, de overige 29 procent ging naar de aandeelhouders van Discovery.

## Bezittingen
Alhoewel WarnerMedia een groot mediaconglomeraat is, is het bedrijf de enige mediagroep in de rij, NBCUniversal, Viacom en News Corporation, dat géén groot, top 5 Amerikaans televisienetwerk bezit. Alhoewel The WB als groot gezien kan worden, is het na (in volgorde van grootte) PBS (publiek-particuliere omroep), NBC, ABC, Fox en UPN de nummer zes op de Amerikaanse televisiemarkt.
WarnerMedia bezit meerdere vastgoedobjecten in New York, waaronder bepaalde gebouwen van het Rockefeller Center-complex. In aanliggende kantoorgebouwen zijn enkele WarnerMedia-bedrijven gevestigd, zoals een grote CNN-nieuwsstudio. In 2003 voltooide WarnerMedia de bouw van een groot complex bestaande uit twee torens. Het gebouw telt 55 verdiepingen en is 229 meter hoog. Dit complex biedt onderdak aan enkele divisies van WarnerMedia. Het gebouw ligt aan Columbus Circle ten zuidwesten van Central Park. Oorspronkelijk heette het gebouw "AOL Time Warner Center", maar de naam van het gebouw werd bij de toenmalige naamsverandering van het bedrijf veranderd in Time Warner Center.